# Centaurea austrobalcanica
Centaurea austrobalcanica — вид квіткових рослин айстрових (Asteraceae). Ендемік Греції.